# Воронин, Иван Фёдорович
Иван Фёдорович Воронин (1916—1997) — советский лётчик штурмовой авиации Военно-морского флота, участник советско-японской войны, Герой Советского Союза (14.09.1945). Полковник (11.08.1958).

## Биография
Родился 19 июня (2 июля) 1916 года в деревне Мухино (ныне — Задонский район Липецкой области) в крестьянской семье. Окончил начальную школу в родном селе и 8 классов школы и педагогическое училище в Задонске. Работал шахтером в Тульской области.
В августе 1935 года призван на службу в Военно-Морской Флот СССР. В 1938 году окончил Военно-морское авиационное училище имени И. В. Сталина в Ейске, был отправлен служить на Дальний Восток. Служил в 117-м авиационном полку Амурской военной флотилии: младший лётчик, с сентября 1939 — старший лётчик, с мая 1941 — пилот, с февраля 1942 — командир звена, с мая 1943 — заместитель командира эскадрильи. В апреле 1943 года переведён на ту же должность в 16-й авиационный полк ВВС Тихоокеанского флота, в мае того же года — в 37-й штурмовой авиационный полк ВВС ТОФ. С марта 1944 года командовал там же эскадрильей. В 1942 году вступил в ВКП(б).
Командир эскадрильи 37-го штурмового авиаполка 12-й штурмовой авиационной дивизии Военно-Воздушных Сил Тихоокеанского флота капитан И. Ф. Воронин отличился во время советско-японской войны в августе 1945 года. Выполнил несколько боевых вылетов ведущим групп от 7 до 12 штурмовиков Ил-2 на нанесение авиаударов по японским кораблям в портах Расин (Наджин) и Юки (Унги) в Северной Корее. Потопил танкер и эсминец (по данным наградного листа, по данным историка П. Н. Иванова — двумя прямыми попаданиями авиабомб Воронин потопил 10 августа эсминец в Расине, а лётчики его группы потопили танкер), уничтожил три зенитные батареи, большое количество живой силы японцев. 15 августа в паре с лётчиком своей эскадрильи атаковал станцию Тумынь, где взорвал паровоз, два железнодорожных эшелона и пакгауз.
Указом Президиума Верховного Совета СССР от 14 сентября 1945 года за «образцовое выполнение заданий командования на фронте борьбы с японскими милитаристами и проявленные при этом отвагу и геройство» капитану Ивану Фёдоровичу Воронину присвоено звание Героя Советского Союза с вручением ордена Ленина и медали «Золотая Звезда» за номером 7139.
После окончания войны продолжил службу в военно-морской авиации на Тихом океане. Служил в 36-м минно-торпедном авиаполку: командир эскадрильи, помощник командира полка по лётной подготовке и воздушному бою, заместитель командира полка. В 1955 году окончил Военно-морскую академию имени К. Е. Ворошилова.Затем последовательно командовал 52-м гвардейским минно-торпедным, 950-м минно-торпедным, 995-м учебным минно-торпедным авиаполками, 552-м минно-торпедным (в 33-м учебном центре Авиации ВМФ) и 855-м отдельным минно-торпедным авиаполками в ВВС Черноморского флота.  В июне 1962 года в звании полковника он был уволен в запас. 
Проживал в Херсоне, работал на «Электромашзаводе» инженером и секретарём парткома, затем был ответственным секретарём областного Комитета защиты мира. Скончался 26 июня 1997 года, похоронен в Херсоне.

## Награды
- Герой Советского Союза (14.09.1945)
- Орден Ленина (14.09.1945)
- Два ордена Красного Знамени (13.08.1945, 30.12.1956)
- Орден Отечественной войны 1-й степени (11.03.1985)
- Орден Красной Звезды (15.11.1950)
- Медаль «За боевые заслуги» (10.11.1945)
- Ряд медалей СССР[6]
- Орден Государственного флага 3-й степени (23.12.1948)[11]
- Медаль «За освобождение Кореи» (КНДР)

## Память
- На Аллее Героев Задонского мемориального комплекса установлена стела с барельефом И. Ф. Воронина.
- На здании средней общеобразовательной села Ксизово Задонского района Липецкой обрасти установлена мемориальная доска в честь Героя.